# Woodland (comtat de Washington)
Woodland és una concentració de població designada pel cens dels Estats Units d'Amèrica al Comtat de Washington (Maine). Segons el cens dels Estats Units del 2000 tenia 1.044 habitants.

## Demografia
Segons el cens del 2000, Woodland tenia 1.044 habitants, 455 habitatges, i 293 famílies. La densitat de població era de 350,5 habitants/km².
Dels 455 habitatges en un 28,1% hi vivien nens de menys de 18 anys, en un 50,5% hi vivien parelles casades, en un 10,1% dones solteres, i en un 35,4% no eren unitats familiars. En el 30,3% dels habitatges hi vivien persones soles el 14,7% de les quals corresponia a persones de 65 anys o més que vivien soles. El nombre mitjà de persones vivint en cada habitatge era de 2,29 i el nombre mitjà de persones que vivien en cada família era de 2,83.
Per edats la població es repartia de la següent manera: un 23,9% tenia menys de 18 anys, un 6,2% entre 18 i 24, un 26,4% entre 25 i 44, un 25,4% de 45 a 60 i un 18% 65 anys o més.
L'edat mediana era de 41 anys. Per cada 100 dones de 18 o més anys hi havia 89,5 homes.
La renda mediana per habitatge era de 32.179 $ i la renda mediana per família de 38.571 $. Els homes tenien una renda mediana de 38.750 $ mentre que les dones 21.354 $. La renda per capita de la població era de 17.220 $. Entorn del 8% de les famílies i el 9,5% de la població estaven per davall del llindar de pobresa.